# This Must Be the Place (konstbok)
This Must Be The Place är en konstbok utgiven på senvåren 2010 av Olle Halvars-Franzén, Ola Möller, Katarina Kaliff och Carljohan Wirsell. Projektet lät unga konstnärer skicka in sina verk genom så kallad crowdsourcing. Över 2500 bilder kom in och 100 av dessa från 43 konstnärer trycktes i boken. Tillsammans med Fotoboken om Sverige ställdes bilder från This Must Be The Place ut i Argentina i samarbete med Sveriges Ambassad i Buenos Aires under namnet Mi Suecia.

## Fotnoter
1. ↑  ”This Must Be The Place, bokrelease på Allmänna Galleriet”. Gatukonst.se. Arkiverad från originalet den 18 januari 2012. https://web.archive.org/web/20120118201316/http://www.gatukonst.se/2010/04/10/this-must-be-the-place-bokrelease-pa-allmanna-galleriet/. Läst 20 juli 2017.
2. ↑  ”Pressmeddelande”. Sveriges ambassad i Buenos Aires. Arkiverad från originalet den 12 augusti 2017. https://web.archive.org/web/20170812090632/http://www.swedenabroad.com/sv-SE/Ambassader/Buenos-Aires/Aktuellt/Nyheter/Fotoutstallning-om-det-unga-Sverige/.